# Gustavo Cordera
Gustavo Cordera (Avellaneda, 15 settembre 1961) è un cantante argentino, voce del gruppo musicale Bersuit Vergarabat.
Nel 1987 Cordera faceva la carriera di comunicazione sociale nella Universidad Nacional de Lomas de Zamora e vendeva automibili.
Cominciò a fare la voce di un gruppo che aveva conosciuto in "La Casa de las Artes de la Vieja Avellaneda", luogo di incontro fra musicisti e artisti dove conobbe Juan Subirá e Pepe Céspedes. Un anno dopo il gruppo si costituiva con 5 elementi. Questo fu in origine il gruppo Bersuit Vergarabat, oggi chiamato soltanto Bersuit.